# Vitrage photovoltaïque

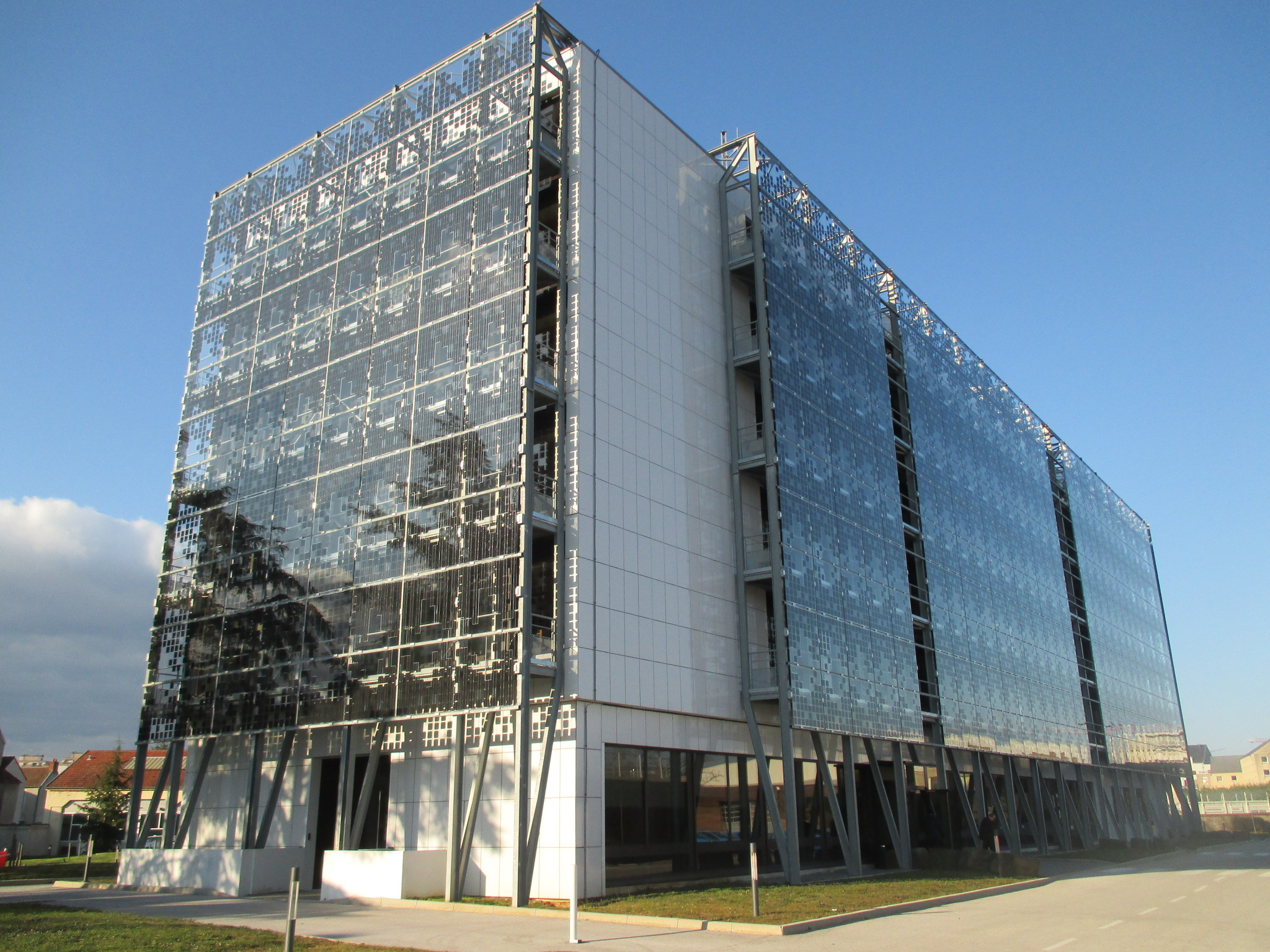
Vitrage photovoltaïque des locaux d'Électricité de France, à Dijon

Les « vitrages photovoltaïques » («  verres photovoltaïques » ou « verrières photovoltaïques ») sont des matériaux et dispositifs utilisant des panneaux de verre dit photovoltaïque (pouvant être plus ou moins transparent ou coloré).
Ce verre permet de produire de l’électricité à partir d’une partie du spectre visible ou non visible de la lumière solaire.
Ces techniques sont encore émergentes. Les premiers verres de ce type disponibles sur le marché sont principalement destinés à être intégrés au bâtiment, mais quelques essais concernent des véhicules (hublot d’avion par exemple) ou des objets connectés.

## Enjeux, potentialités
Potentiellement un vitrage photovoltaïque peut aussi être un vitrage isolant, pariétodynamique (c'est-à-dire capable de récupérer et valoriser des calories captées entre les vitres multiples d’un vitrage multicouche et/ou isolant), voire « intelligent » et connecté, tout en conservant sa fonction première de source de lumière le jour, et tout en protégeant l'intérieur des UV solaires et en renvoyant ou en utilisant le spectre de l'infrarouge (capté grâce à un matériau polarisant et/ou à un polymère adapté captant les infrarouges, tel que produit par exemple par le groupe japonais Sumitomo Chemical).
Des verres connectés de type Wysips (acronyme de « What You See Is Photolvoltaic » et nom d'une startup française de 30 salariés en 2013), basés sur l'optique lenticulaire peuvent selon leur concepteur être intégrés sur des téléphones dont l'écran peut alors les recharger, des liseuses électroniques, des montres, des pare-soleil, des stores, des panneaux d'information, etc.
Dans certaines conditions technologiques, il est possible de générer plusieurs électrons avec un seul photon (principe dit « down conversion »), et deux photons infrarouges ou UV peuvent produire un photon visible (principe dit « up conversion »). Des verres (ou céramiques) luminescents pourraient ainsi (grâce à des sulfures à faible énergie de phonon) améliorer le rendement de certaines cellules photovoltaïques. Un laboratoire de l'Université de Cambridge a ainsi pu récupérer l’énergie des photons bleus[à définir] peu exploités dans les systèmes classiques (plus énergétiques que les photons rouges[à définir] et plus pénétrants dans l'eau) réussissant à générer deux électrons à partir d’un photon bleu, ce qui pourrait porter le rendement d’une cellule solaire hybride à 44%.[réf. nécessaire]
Cette forme de production d'électricité pourrait contribuer aux principes du bâtiment à énergie positive et de la décentralisation de la production d’électricité, deux des axes de la troisième révolution industrielle.
Les matériaux organiques présentent encore le défaut d’une moindre durée de vie (7 à 10 ans), que l’on espère pouvoir allonger (à une vingtaine d’années).

## Utilisations
En 2016, ces usages sont encore très émergents, mais les versions déjà disponibles sur le marché de ces matériaux permettent de les utiliser en lucarne, en verrière, en brise-soleil, en bow-window, en mur-rideau, ou en dalle de sol antidérapante en verre.
Le matériau est transparent ou semi-transparent, des variants plus ou moins opacifiés sont appropriés dans certaines pièces (de type salle de bain).
Des films souples en développement pourraient permettre de nouveaux usages.
La vitre ou l’objet vitré peut être électriquement « indépendant » (s'il dispose d’une batterie) ou au contraire être connecté au réseau local ou global, à un réseau électrique intelligent, etc. comme un module photovoltaïque classique (via alors des câbles, un coffret électrique, un onduleur…)

## Histoire
Le premier projet de développement industriel de vitre photovoltaïque aurait été porté par le groupe japonais Nihon Telecommunication, mais gelé en raison d’un rendement moyen qui stagnait alors à 7 %, pour un coût trop élevé (1000 à 2 000 dollars par mètre carré, soit 1,5 le prix d’une fenêtre haut de gamme triple vitrage).
À l'Institut de technologie du Massachusetts, des chercheurs ont ensuite exploré de nouvelles voies de production de cellule photovoltaïque organique transparente capable de laisser passer la lumière visible mais de valoriser photovoltaïquement l’infrarouge. Le rendement était faible (1,7 %) mais déjà meilleur que le 1 % d’efficacité des cellules photovoltaïques organiques transparentes alors disponibles.
L’objectif était d'atteindre un rendement de 12 % dans le verre solaire, ce qui le rendrait compétitif avec les panneaux photovoltaïques classiques. Ces 12 % ont été atteints en 2013 par Heliatek via une « cellule photovoltaïque en tandem ».
Une solution consiste à insérer ces cellules solaires organiques en film translucide appliqué sur une vitre classique (ou sur un substrat flexible) ou mieux entre deux couches de verre à l’intérieur d’un double vitrage, ce qui protégera le film.
En 2013, le groupe Romande Énergie a soutenu l'installation de 300 m2 de panneaux photovoltaïques translucides et colorés (développés en 1991 par le chercheur Michael Grätzel) sur la façade ouest du nouveau centre de congrès de l’école polytechnique fédérale de Lausanne, le « Swiss Tech Convention Center (en) ». Les panneaux se déclinent en 5 tonalités différentes de rouge, vert et orange et ont été installés selon un concept mis en place par les artistes Daniel Schlaepfer et Catherine Bolle.
La société « Onyx Solar » annonçait en octobre 2016 sur son site internet « 70 projets achevés dans 25 pays et 30 prix internationaux ». Dans les années 2000-2010, la société d’ingénierie Aixoise Sunpartner Technologies développe une technologie de vitrage photovoltaïque transparent doté de capteurs intégrés, baptisée Wysips (10 à 90 watts, à comparer aux 170 W/m2 de puissance moyenne d’un panneau photovoltaïque classique. 
Un prototype de hublot d’avion à batterie intégrée a été réalisé par la même entreprise ; il peut automatiquement adapter sa transparence à la luminosité ambiante, et recharger de petits appareils électriques. Une vitre ainsi domotisée pourrait accumuler assez d’énergie pour le fonctionnement de stores automatiques ou une ouverture/fermeture en fonction de la température et de la météo, etc.